# نیساری
نیساریان یا نیساری، ارتشتاران ، رتشتاران ، سپاهی، لشکری، سرباز داوطلب. درقدیم سپاهیان و لشکریان را نیساری می‌گفتند. یکی از طبقات چهارگانهٔ ایران بوده که کاتوزیان  به نقل از اشوزرتشت آذربانان (موبدان،سیربدان،اصحاب آتشگاه،شخص پادشاه،و خانواده ی ایشان) طبقه ی نخستین مملکت بودند نیساریان، نسودی و هوتوخوشی باشند. گویند جمشید طوایف را بر چهار قسم کرد اول را کاتوزی نامید و گفت که در کوه‌ها و غارها مکان کنند و به عبادت خدا و کسب علوم مشغول باشند. دوم را نیساری خواند و گفت سپاهیگری بیاموزند و سوم را نسودی نام کرد و حکم کرد که کشت و زرع کنند و چهارم را اهتوخوشی  (صنعت گران ، حرفه دانان ) لقب داد و گفت به انواع حرفه‌ها بپردازند.

## نیساریان در شاهنامه
پادشاهی جمشید را شاهنامه هفت‌صد سال ذکر می‌نماید امّا ممکن است کنایه از سلاله جمشیدیان باشد که هفت‌صد سال دوام آورده‌است. وقتی جمشید بر تخت کیان جلوس نمود همه اقوام یا جماعات آن دوره اهم از دیو، پری، مرغ تحت فرمان او بودند به عبارتی دیگر اکثر اقوام و قبایل مطرح و شناخته شده انقیاد او را پذیرفته بودند. چون کارهای سیاسی به خوبی پیشرفته بود اینک وقت آن بود تا سر و سامانی به طبقات اجتماعی داده می‌شد صنوف و مشاغل از یکدیگر تجزیه می‌گشت، تفکیک طبقات اجتماعی و رده‌بندی مشاغل در ایران به جمشید منتسب است. شاهنامه از دومیّن گروه اجتماعی ایران، یعنی افراد نظامی اینگونه یاد می‌کند:
| صفی بر دگر دست بنشاندند  |  | همی نام نیساریان خواندند   |
| کجا شیر مردان جنگ آورند  |  | فروزندهٔ لشکر کشورند        |
| کزیشان بود تخت شاهی بجای |  | وزیشان بود نام مردی به پای |